# Макаренко Андрій Григорович
Андрі́й Григо́рович Мака́ренко (1896, Березна Менського району Чернігівської області — 1968) — український актор, режисер, драматург.

## Біографія
Народився в селищі Березна Менського району Чернігівської області, працював головою селищної ради, в Березнянській райнаросвіті і в райдержуправлінні в 20-х роках. Один з організаторів пересувного театру на Чернігівщині.
Працював в Молодому театрі Леся Курбаса, а також в театрі «Березіль».
З 1924 року співпрацював з Лесем Курбасом як режисер, брав активну участь в роботі режисерського штабу, був членом художньої ради «Березоля».
Нагороджений Грамотою Президії Верховної ради УРСР.

## Ролі
- Кошовий («Богдан Хмельницький» О. Корнійчука)
- Остап Рибалка («В степах України» О. Корнійчука)

## П'єси
- «Вовки»
- «Бригада сприяння»
- «Беркути»
- «Нескорений»

## Збірки
«Колгоспний план» — збірка одноактних п'єс.